# Colwich (Staffordshire)
Colwich is een civil parish in het bestuurlijke gebied Stafford, in het Engelse graafschap Staffordshire met 4.584 inwoners.